# Ricky Pierce
Pour les articles homonymes, voir Pierce.
Ricky Charles Pierce, né le 19 août 1959 à Dallas au Texas, est un joueur américain de basket-ball.
Pierce est sélectionné au 18e rang de la draft 1982 par les Pistons de Detroit au sortir de l’université Rice. Au cours des 16 saisons qu’il passe en NBA, Ricky Pierce joue dans 8 franchises différentes, s’illustrant principalement sous le maillot des Bucks de Milwaukee et des SuperSonics de Seattle. Double lauréat du trophée du meilleur 6e homme de la ligue en 1987 et 1990, l’ailier texan participe également au NBA All-Star Game 1991. Excellent tireur, Ricky Pierce a, un temps, détenu le record NBA du nombre de lancers francs réussis consécutivement avec 75.

## Palmarès
- Élu NBA Sixth Man of the Year Award (meilleur 6e homme) en 1987 et 1990
- 1 participation au All-Star Game en 1991 (9 points, 2 rebonds et 2 passes en 19 minutes de jeu)

Statistiques en carrière NBA : 14,9 points / 2,4 rebonds / 1,9 passe en 969 matches de saison régulière (+ 97 en playoffs)